# Kloštar Ivanić
Kloštar Ivanić (régi magyar neve Ivanics) falu és község Horvátországban Zágráb megyében. Közigazgatásilag Bešlinec, Čemernica Lonjska, Donja Obreška, Gornja Obreška, Krišci, Lipovec Lonjski, Predavec, Sobočani, Stara Marča és Šćapovec települések tartoznak hozzá.

## Fekvése
Zágrábtól 35 km-re délkeletre a Szávamente nyugati részén fekszik. Vidéke mezőgazdasági jellegű, lakói főként mezőgazdaságból és állattenyésztésből élnek. A mezőgazdasági ágak közül kiemelkedik a szőlőművelés és a kertészet, az állattenyésztésből pedig a sertés, a marha és a lótenyésztés a jellemző. A község területén kőolaj és földgázmező is található.

## Története
A régészeti leletek tanúsága szerint Kloštar Ivanić területén már a történelem előtti időben is éltek emberek. Különösen ritka leletek kerültek elő a bronzkorból, melyek a közép-európai urnamezős kultúrához köthetők. A település első írásos említése még nemesi birtokként 1093-ból, Szent László királynak a zágrábi püspökséget megalapító okleveléből származik. A király ezt a földet a püspökségnek adta és nem sokkal később felépült itt a püspöki kastély is, ahol a püspökök gyakran tartózkodtak. A püspöki birtokot az első források „insula Ivanich”, azaz Ivanics sziget néven említik. 1226 körül Babonics István püspök felépíttette itt a Szűz Mária templomot és a bencés kolostort, melyet a tatárok 1242-ben felégettek. A vesztes muhi csata után ide menekült a súlyosan sebesült Kálmán herceg, IV. Béla testvéröccse. Itt halt meg és a kolostor templomába temették el. 1246-ban a püspök újjáépíttette a kolostort. A templom búcsújáróhely is volt, ahol a csodák könyvében a 18. századból 57 meghallgatást jegyeztek fel. A 13. században a település (oppidum Ivanich) mezővárosi rangot és vásártartási jogot kapott. Ezt 1405-ben Luxemburgi Zsigmond is megerősítette.
Az ivanicsi plébániát 1334-ben a csázmai káptalan oklevele említi először. Ugyanebben az évben Ivan zágrábi főesperes is megemlíti a plébániát, a Szűz Mária plébániatemplomot és filiáját a lupoglavi Szent Miklós templomot is. A 16. század elején Baretin Lukács püspök felépíttette a Keresztelő Szent János templomot és a hozzá csatlakozó kolostort, ahova 1508-ban ferenceseket hívott. A templom késő gótikus stílusban épült, reneszánsz kapuzata fölé a püspök címerét helyezték. 1549-ben a kolostort a török fenyegetés miatt elhagyták, helyükön katonákat szállásoltak el. 1639-ben visszatértek a ferencesek és a templomot és a kolostort barokk stílusban építették újjá. Az épületegyüttest 1622. március 6-án szentelte fel Domitrovics Péter zágrábi püspök a Nagyboldogasszony tiszteletére. A ferencesek 1686 és 1753 között az ivanicsi vár katonáinak lelki gondozását is ellátták. A 18. század során a kolostorban 35 évig a Szent László rendtartomány filozófiai és teológiai iskolája működött. 1728 és 1811 között gyógyszertárat és kórházat is működtettek itt, ahol a barátok még műtéteket is végeztek. 1811-ben a kolostor mellett felépült az új gyógyszertár épülete, melyet csak az I. világháború előtt bontottak le.
A település 1703-ig a katonai határőrvidékhez tartozott, mely előbb királyi, később a horvát bánok irányítása alatt állt. 1770-ben Mária Terézia iskolát alapított itt, melyet 1772 és 1786 között a ferencesek működtettek. Az oktatás egészen a 19. század második feléig németül folyt, ekkor a horvát nyelvű oktatásra álltak át. 1857-ben 785, 1910-ben 1077 lakosa volt. Trianonig Belovár-Kőrös vármegye Križi járásához tartozott. 1944-ben a Szent János templom súlyos károkat szenvedett, melyeket sokáig nem tudtak kijavítani, így ott nem lehetett istentiszteletet tartani. A felújítás csak 1990-ben indult meg. 1978-ban a korábbi ferences kolostorba a Kisjézusról nevezett karmelita Szent Teréz nővérei érkeztek.
A településnek 2001-ben 3597 lakosa volt.

## Lakosság
| Lakosság változása | Lakosság változása | Lakosság változása | Lakosság változása | Lakosság változása | Lakosság változása | Lakosság változása | Lakosság változása | Lakosság változása | Lakosság változása | Lakosság változása | Lakosság változása | Lakosság változása | Lakosság változása | Lakosság változása |
| ------------------ | ------------------ | ------------------ | ------------------ | ------------------ | ------------------ | ------------------ | ------------------ | ------------------ | ------------------ | ------------------ | ------------------ | ------------------ | ------------------ | ------------------ |
| 1857               | 1869               | 1880               | 1890               | 1900               | 1910               | 1921               | 1931               | 1948               | 1953               | 1961               | 1971               | 1981               | 1991               | 2001               |
| 785                | 768                | 787                | 900                | 1009               | 1077               | 1102               | 1165               | 1104               | 1323               | 1587               | 1877               | 1946               | 2568               | 3597               |

## Nevezetességei
- Szűz Mária tiszteletére szentelt plébániatemploma[4] a település legjelentősebb szakrális műemléke. A templom pontos építési ideje nem ismert, általában 1226 és 1242 közé teszik. A bencés kolostor nagyjából a templommal egy időben épült. 1242-ben a tatárok mindkettőt felgyújtották, de már 1246-ra nagyrészt újjáépítették. Ebben az évben érkeztek ide a bencés atyák és egészen a 16. századig itt tartózkodtak. A török veszély hatására híveikkel együtt elmenekültek és az épületeket a katonaság vette használatba. A török veszély elmúltával a 17. században Vinkovics püspök ferenceseket hívott ide és újraalapította a Szűz Mária plébániát. A plébániatemplomot 1622-ben szentelték fel a Nagyboldogasszony tiszteletére, akinek képét 1664-ben helyezték el a főoltárra. A főoltár 1757-ben, a templom megújítása alkalmával nyerte el mai formáját. Ekkor újították meg a Szent József, Szent György, Szent Borbála, a Háromkirályok, Remete Szent Antal, a Szent Kereszt és a Fájdalmas Szűzanya tiszteletére szentelt mellékoltárokat is. A kapuzat fölé az 1759-es évszámot vésték, amikor az épület a mai formája kialakult. A templom a 18. században híres búcsújáróhely is lett, ahol a csodák könyvébe több tucat imameghallgatást is feljegyeztek.
- Keresztelő Szent János tiszteletére szentelt templomát és kolostorát[5] Baretin Lukács zágrábi püspök építtette a 16. század elején gótikus stílusban. Az építés 1508-ban fejeződött be. A püspök ferenceseket hívott ide, akiknek a korábbi kolostorát a 15. század közepén lebontották és a török elleni védelem céljából épített várhoz használták fel. A templom és a kolostor többször is szenvedett károkat a török támadásoktól, a legnagyobb kár mégis a végvári katonaság vigyázatlanságából keletkezett tűzvészben érte 1572-ben. Az épületegyüttest Ergelics Ferenc püspöksége idején, a 17. század első felében a visszahívott ferencesek hozták rendbe. Az 1744-ben végzett barokk átépítés és megújítás során öt új oltár, új orgona épült, kicserélték az összes ablakot, az oltárokat újra aranyozták és új harangokat is kapott a templom. Az új oltárokat Josip Weinacht zágrábi szobrászművész építette.
- A ferences kolostor mellett áll a település egyik legnevezetesebb műemléke a ferences gyógyszertár, az egyik legrégibb ilyen épület Horvátországban. A történeti adatok szerint az épület 1670-ben már állt. Egy 1725-től fennmaradt oklevél szerint ferences gyógyszertár és sebészet működött benne. Az épület 1742-től közintézményként szolgálta az egészségügyet.
- A település közepén áll a jellegzetes építménnyel rendelkező közkút, melyet valószínűleg még az itt tartózkodó katonaság szolgálatára építettek.

## Híres emberek
Itt hunyt el 1241 májusában és az egykori kolostor templomába temették el Kálmán halicsi királyt, szlavón herceget, IV. Béla testvéröccsét.

## Külső hivatkozások
- Hivatalos oldal
- A karmeliták Kloštar Ivanićon
- A Nagyboldogasszony plébánia honlapja
- Az alapiskola honlapja